# Ctenorhachis
Ctenorhachis (лат.) («спина-гребень») — вымерший род семейства Sphenacodontidae. Обитал в раннем пермском периоде. Являлся родственником диметродона и сфенакодона, но принадлежит к более базальным Sphenacodontidae. 
Известны две особи, найденные в обнажении слоёв Уичита, округа Бейлор и Арчер, Техас. Известны только позвонки и таз животного. Сочленённые позвонки голотипа имеют лезвиевидные нервные отростки, которые значительно увеличены, хотя и не настолько, как у диметродона и Secodontosaurus, у которых они образуют спинной парус. Таз почти такой же, как у диметродона. По версии авторов изначального описания Ctenorhachis может быть особью диметродона с коротким парусом. Впрочем, сами же авторы видят такое предположение маловероятным.